# 馬場駅 (石川県)
馬場駅（ばんばえき）は、石川県小松市馬場町に存在した北陸鉄道連絡線（加南線）の駅である。1962年（昭和37年）に廃駅となった。

## 歴史
- 1915年（大正4年）6月15日：温泉電軌の駅として開業[1]。
- 1943年（昭和18年）10月13日：合併により北陸鉄道の駅となる。
- 1962年（昭和37年）11月23日：連絡線宇和野駅 - 粟津温泉駅間廃止により廃駅。

## 駅構造
片面ホーム1面1線の無人駅。

## 廃止後
駅跡は道路となっている。

## 隣の駅
北陸鉄道
連絡線
那谷寺駅 - 馬場駅 - 粟津温泉駅